# Гривы (Усвятский район)
Гривы —   опустевшая деревня в Усвятском районе Псковской области России. Входит (с 2010 года) в состав сельского поселения «Усвятская волость».

## География
Находится на юге региона, вблизи государственной границей с Республикой Беларусь (Городокский район, Витебская область), вблизи реки Усвяча.
Уличная сеть не развита. 

## История
В соответствии с Законом Псковской области от 28 февраля 2005 года № 420-ОЗ  деревня Гривы вошла в состав образованного муниципального образования Чеснорская волость.
В её состав входила до 3 июня 2010 года.
Согласно Областному Закону № 984-ОЗ от 03.06.2010 г. и новой редакции Областного Закона «Об установлении границ и статусе вновь образуемых муниципальных образований на территории Псковской области» Чеснорская волость была упразднена, и все деревни волости, в том числе Гривы, включены в состав новообразованной Усвятской волости.

## Население
| 2001 | 2002 | 2010 |
| ---- | ---- | ---- |
| 7    | ↘3   | ↘0   |

## Инфраструктура
Личное подсобное хозяйство. 

## Транспорт
Просёлочная дорога.